# 啊喇彝族乡
啊喇彝族乡，是中华人民共和国四川省攀枝花市仁和区下辖的一个乡镇级行政单位。

## 行政区划
啊喇彝族乡下辖以下地区：
永富村、大竹村、旺牛村、官房村、起查喇村和啊喇村。